# Carlo Cassola
Carlo Cassola född 17 mars 1917 i Rom, död 29 januari 1987 i Montecarlo di Lucca, var en italiensk läkare och författare.

## Biografi
I sina första romaner anknöt han till neorealismen och skildrade partisanrörelsen, som han försökte avheroisera, och den trista efterkrigstiden.
Med La ragazza di Bube (1960), svensk översättning Bubes flicka (1962), som handlar om frihetskämparnas svårigheter att anpassa sig till freden och de i jämförelse med kriget mycket mer komplicerade krav som det fredliga samhället ställer på människan, orienterade han sig mot en mer mångfasetterad människoskildring och hans verk fick större dramatisk uttryckskraft.